# دیستا (تگزاس)
دیستا، تگزاس(به انگلیسی: Daisetta, Texas) شهری در ایالت تگزاس از ایالات جنوبی ایالات متحده آمریکا است. در سرشماری سال ۲۰۰۰، جمعیت این شهر ۱۰۳۴ نفر اعلام شد.